# Џон Вејн Гејси
Џон Вејн Гејси (Чикаго, 17. март 1942 – Крест Хил, 10. мај 1994) био је амерички серијски убица и сексуални преступник. Гејси је силовао, мучио и убио најмање 33 младића и дечака у граду Норвуд Парк, близу Чикага, Илиноис. Постао је познат као Кловн Убица због наступања у костиму кловна током периода пре него што су његови злочини откривени.
Гејси је починио сва своја позната убиства у својој пространој кући. Обично би намамио жртву у кућу и обмануо је да стави лисице под изговором да ће извести мађионичарски трик. Затим би силовао и мучио жртву пре убијања гушењем или дављењем гаротом. Двадесет шест жртава је сахрањено у техничкој етажи испод његове куће, док су три жртве сахрањене на другом месту на његовом имању а четири жртве су бачене у реку Дес Плејнс.
Гејси је раније, 1968. године, био осуђен за содомију тинејџера у Ватерлоу, Ајова, и осуђен је на десет година затвора, али је одслужио осамнаест месеци. Прву жртву убио је 1972. године. Убио је још два пута до краја 1975. године, а убио је најмање тридесет жртава након развода од друге супруге 1976. године. Истрага о нестанку тинејџера из Дес Плејнса Роберта Пиеста довела је до хапшења Гејсија 21. децембра 1978. године.
Његова осуда за тридесет три убиства тада је обухватала највише убистава у правној историји Сједињених Америчких Држава. Гејси је осуђен на смрт 13. марта 1980. године. Погубљен је смртоносном инјекцијом у поправном центру Стејтвил 10. маја 1994. године.

## Рани живот

### Детињство
Џон Вејн Гејси је рођен у болници Еџвотер у Чикагу, Илиноис, 17. марта 1942. године, као друго од троје деце и једини син Џона Стенлија Гејсија и Мерион Илејн Робисон. Отац му је био аутомеханичар и ветеран Првог светског рата, а мајка домаћица. Гејси је био пољског и данског порекла а његова породица је била католичке вере.
Гејси је био близак са мајком и две сестре, али је имао тежак однос са оцем који је био алкохоличар и који га је вербално и физички злостављао чланове своје породице.  Старији Гејси је често омаловажавао свог сина, називајући га „глупим и тупим“ и правио је поређења са сестрама у којим је Џон Вејн приказиван као мање вредан. Једно од Гејсијевих најранијих сећања из детињства било је да га је отац тукао са четири године јер је случајно покварио компоненте мотора аутомобила. Његова мајка је покушала да заштити свог сина од злостављања његовог оца, што је резултирало оптужбама да је „сисица” и „мамин дечак” који ће „вероватно бити квир када одрасте”. Године 1949, Гејси га је бичевао отац након што су он и још један дечак ухваћени како сексуално додирује младу девојку. Исте године, породични пријатељ је почео повремено да малтретира Гејси. Гејси никада није рекао свом оцу, плашећи се да ће га отац кривити. Упркос њиховој тешкој вези, Гејси је волео свог оца, али је осећао да он „никад није довољно добар“ у очевим очима.
Гејси је била гојазно дете слабо способно за бављење спортом. Због срчаног обољења, речено му је да избегава бављење спортом. У четвртом разреду, Гејси је почеo да пати од несвестица. Повремено је био хоспитализован због ових епизода пролазног губитка свести, а 1957. године је хоспитализован због пуцања слепог црева. Гејси је касније проценио да је између 14. и 18. године провео скоро годину дана у болници; приписао је пад просека оцена изостајању из школе. Шта је проузроковало здравствене проблеме никада није до краја утврђено. Његов отац је сумњао да лажира здравствене проблеме. Једном приликом је отворено оптужио сина за лагање док је лежао у болничком кревету.

### Каријера
Гејси се, 1960. године, са 18 година укључио у локалну политику. Радио је као помоћник локалног званичника у служби месног кандидата Демократске странке. То је довело до више критика од стране његовог оца, који га је назвао шоњом (енгл. patsy). Исте године је отац Гејсију купио аутомобил. Задржао је власништво над возилом и регистровао га је на своје име, све док га Гејси није платио, што је трајало неколико година. Отац је узимао кључеве аутомобила ако Гејси не уради оно што је тражио. У априлу 1962. године, Гејси је купио додатни сет кључева; као контра-реакцију, његов отац је уклонио разводник паљења, задржавши компоненту три дана. Неколико часова након што је његов отац заменио разводник, Гејси је напустио кућу и одвезао се у Лас Вегас у Невади, са 136 долара у новчанику и са надом да ће живети код рођака.
Гејси је радио у служби хитне помоћи у Лас Вегасу пре него што је пребачен у мртвачницу Palm Mortuary. Био је запослен у мртвачници три месеца, где је посматрао погребнике како балзамују тела и повремено је радио као носилац ковчега приликом сахране. Спавао је на кревету иза собе за балзамовање и касније је признао да се једне вечери, док је био сам, попео у ковчег са лешом тинејџера и да је грлио и миловао тело пре него што је доживео осећај шока. Ово искуство је навело Гејсија да се врати кући.
Убрзо након тога, Гејси се уписао на Нортвестерн бизнис колеџ, упркос томе што није успео да заврши средњу школу. Дипломирао је 1963. године и преузео позицију руководећег приправника у компанији Nunn-Bush Shoe. Током 1964. године, компанија га је пребацила у Спрингфилд, Илиноис, да ради као продавац, и на крају је био унапређен на позицију менаџера сектора. У марту те године, верио се са колегиницом са посла Марлин Мајерс.
Током периода забављања са будућом супругом, Гејси се придружио локалном огранку организације цивилног друштва Jaycees. Исте године имао је своје друго хомосексуално искуство. Према Гејсију, колега из удружења га је частио пиће за пићем и позвао га је да проведе вече на његовој софи, где га је орално задовољио. До 1965. године, Гејси је напредовао до позиције потпредседника организације и проглашен је за трећег најистакнутијег члана организације у Илиноису.

## Ватерло, Ајова

### Менаџерресторана
Гејси и Мајерс су се венчали у септембру 1964. године. Марлинин отац је касније купио три KFC ресторана у Ватерлоу, Ајова. Пар се преселио тамо како би Гејси радио као менаџер ресторана, уз разумевање да ће се уселити у бившу кућу Марлинових родитеља. Понуда је била уносна: Гејси би добијао 15.000 долара годишње (што је еквивалентно око 153.000 долара ажурирано: 2024.), плус део профита ресторана Гејси је у свом подруму отворио „клуб” где су његови запослени могли да пију алкохол и играју билијар. Иако је Гејси запошљавао тинејџере оба пола, дружио се само са мушкарцима. Он је многима од њих давао алкохол пре него што је покушавао да их сексуално експлоатише. Ако би га одбили, тврдио би да је тај чин био шала или тест њиховог морала.
Гејсијева супруга је родила сина у фебруару 1966. и ћерку у марту 1967. године. Гејси је касније описао овај период свог живота као „савршен“ — коначно је стекао одобрење свог оца. Када су га његови родитељи посетили у јулу 1966. године, отац му се приватно извинио за своје претходно понашање и штету коју је нанео. Тада је додао: „Сине, погрешио сам у вези са тобом“ и пружио му је руку да се рукују.

### Jayceesу Ватерлоу
У Ватерлоу, Гејси се придружио локалном огранку Jaycees-а, где је волонтирао у организацији поред дванаесточасовних и четрнаесточасовних смена које је радио као менаџер ресторана. На састанцима, Гејси је често доносио пржену пилетину и инсистирао да га зову „пуковник“. Он и други чланови удружења су користили наркотике, проституције, гледали су порнографију и међусобно су мењали супруге ради сексуалног чина. Иако је Гејси важио за амбициозног и хвалисавог, колеге су га веома цениле због рада на прикупљању средстава: 1967. је проглашен за „изузетног потпредседника“ Waterloo Jaycees-а и био је члан управног одбора.

#### Напад на Доналда Вурхиса
У августу 1967, Гејси је сексуално напао 15-годишњег Доналда Вурхиса млађег, сина Доналда Едвина Вурхиса, локалног политичара и колеге у удружењу. Гејси је намамио младића у своју кућу обећањем да ће му показати хетеросексуалне филмове. Гејси је напио Вурхиса, дозволио му да гледа филм о момцима, а затим га убедио да се упусти у обострани орални секс, уз тврдњу: „Морате да имате секс са мушкарцем пре него што почнете да имате секс са женама“. Током наредних месеци Гејси је злостављао неколико других младића, укључујући и једног момка кога је охрабривао да има секс са његовом женом, пре него што га је уценио да га орално задовољава. Гејси је такође преварио неколико тинејџера тврдећи да је ангажован да спроводи хомосексуалне експерименте за научна истраживања и платио им је до 50 долара сваком.
У марту 1968. Вурхис је рекао свом оцу да га је Гејси сексуално напао. Вурхис Старији је одмах обавестио полицију, која је ухапсила Гејсија и оптужила га за содомију над Вурхисом и покушај напада на 16-годишњег Едварда Линча. Гејси је жестоко негирао оптужбе и захтевао полиграфско тестирање. Резултати ових тестова су сугерисали да не говори истину. Гејси је јавно негирао да је било недоличност поступања са његове стране и инсистирао је да су оптужбе политички мотивисане – Вурхис старији се противио Гејсијевој номинацији за председника Ајова Џејси. Неколико колега из удружења је сматрало да је Гејсијева прича веродостојна и дали су му подршку. Међутим, 10. маја 1968, Гејси је оптужен за содомију.

Најупадљивији аспект резултата теста је потпуно негирање одговорности пацијента за све што му се догодило. Он може да произведе "алиби" за све. Представља себе као жртву околности и криви друге људе који су, по његовом мишљењу, против њега.

Део извештаја који детаљно описује Гесијеву психијатријску евалуацију из 1968. године.
Тридесетог августа, Гејси је једном од својих запослених, осамнаестогодишњем Раселу Шредеру, обећао 300 долара ако физички нападне Вурхиса у покушају да обесхрабри дечака да сведочи на суду. Шредер је намамио Вурхиса у изоловани парк, попрскао му спреј у очи, а затим га претукао. Вурхис је побегао и пријавио Шредерове поступке полицији. Шредер је ухапшен следећег дана; у почетку је негирао да има везе са злочином али је убрзо признао да је напао момка, указујући да је то учинио на Гејсијев захтев. Полиција је ухапсила Гејсија и оптужила га да је ангажовао Шредера да нападне и застраши Вурхиса.
Дванаестог септембра, Гејсију је наређено да се подвргне психијатријској процени у Психијатријској болници Универзитета у Ајови. Два лекара су закључила да он има антисоцијални поремећај личности (клинички термин за социопатију и/или психопатију), мало је вероватно да ће имати користи од лечења и да ће га његов образац понашања вероватно довести у нови сукоб са друштвом. Доктори су закључили да је Гејси ментално способан за суђење.

## Пресуда и затвор
Седмог новембра 1968. Гејси се изјаснио кривим по једној тачки за содомију у вези са Вурхисом, али се изјаснио да није крив за оптужбе везане за содомију над другим малолетницима. Тврдио је да му се Вурхис понудио и да је поступио из радозналости. Његовој причи се није веровало. Гејси је 3. децембра осуђен за содомију и осуђен на десет година затвора, које ће служити у државном затвору Анамоса . Истог дана, Гејсијева супруга је поднела захтев за развод, тражећи да јој се додели кућа и стечена имовина током брака, као и искључиво старатељство над њихово двоје деце као и алиментација. Суд је пресудио у њену корист, а развод је окончан 18. септембра 1969. године. Гејси више никада није видео своју прву жену или децу.
Током времена проведеног у затвору, Гејси је брзо стекао репутацију узорног затвореника. У року од неколико месеци од доласка, попео се до позиције главног кувара. Такође се придружио огранку за затворенике Џејси и повећао чланство са 50 на 650 мушкараца за мање од осамнаест месеци. Гејси је обезбедио повећање дневних плата затвореника у затворској трпезарији и надгледао је неколико пројеката за побољшање услова за затворенике, укључујући постављање терена за мини голф ; 1970. му је уручена награда удружења Џејси, за истакнуте заслуге за напоре у раду са затвореницима.
У јуну 1969, Гејсију је одбијен условни отпуст. Да би се припремио за друго заказано рочиште за условни отпуст у мају 1970. завршио је шеснаест средњошколских курсева, а диплому је стекао у новембру 1969. На Божић 1969, Гејсијев отац је умро од цирозе. Када је обавештен о очевој смрти, Гејси се срушио на под, јецајући. Његов захтев да присуствује сахрани је одбијен.

## Повратак у Чикаго
Гејси је 18. јуна 1970. добио условни отпуст са дванаест месеци пробације, пошто је одслужио осамнаест месеци своје десетогодишње казне. Услови његовог условног затвора укључивали су ноћни полицијски час и да се Гејси пресели у Чикаго, да живи са  мајком. По пуштању, Гејси је рекао пријатељу и колеги из удружења који га је покупио из затвора и који је остао непоколебљив у свом уверењу да је Гејси невин — да се „никада неће вратити у затвор“ и да намерава да поново изгради живот у Ватерлоу. Међутим, у року од двадесет четири сата, Гејси се преселио у Чикаго. Тамо је стигао аутобусом 19. јуна и убрзо након тога добио посао кувара на кратко.
Дванаестог фебруара 1971, Гејси је оптужен за сексуални напад на тинејџера који је тврдио да га је намамио у свој ауто на аутобуској станици Грејхаунд у Чикагу и одвезао га до своје куће, где је покушао да натера дечка да имају секс. Суд је одбацио тужбу када се дечак није појавио. Двадесет другог јуна, Гејси је ухапшен и оптужен за тешко сексуално злостављање и безобзирно понашање, као одговор на притужбу коју је поднео младић који је тврдио да је Гејси ставио шерифову значку, намамио га у свој ауто и приморао га на орални секс. Ове оптужбе су одбачене након што је подносилац жалбе покушао да уцени Гејсија. Одбор у Ајови који је одлучивао о условној слободи није сазнао за ове инциденте. Период условног отпуста за Гејсија је окончан 18. октобра 1971, а месец дана касније запечаћени су записи кривичних пресуда у Ајови.

### Авенија Вест Самердеј 8213
Уз финансијску помоћ мајке, Гејси је купио пространу кућу у авенији Вест Самердејл 8213 у граду Норвуд Парк у Илиноису, делу метрополитанског Чикага. Тамо је живео до хапшења у децембру 1978. и, према самом Гејсију, тамо је починио сва убиства.
Гејси је био активан у локалној заједници и помагао је својим суседима; добровољно је позајмљивао своје грађевинске алате и бесплатно је чистио снег у комшилуку. Од 1974. до 1978. био је организатор тематских летњих забава. Овим догађајима присуствовало је до 400 људи, укључујући политичаре и пословне сараднике.

### Други брак и развод
Током августа 1971, убрзо након што су се Гејси и његова мајка уселили у кућу, верио се за Керол Хоф, са којом се кратко забављао у средњој школи. Керол и њене две мале ћерке из претходног брака су се убрзо уселиле у кућу. Венчали су се 1. јула 1972. Гејсијева мајка се иселила из куће непосредно пре венчања.
До 1975. Гејси је рекао својој жени да је бисексуалац. Након што је пар имао секс на Мајчин дан те године, он ју је обавестио да је у питању последњи пут да то ураде. Већину вечери је почео да проводи ван куће и враћао се у раним јутарњим часовима под изговором да је радио до касно или да је имао пословне састанке. Керол је приметила да Гејси доводи тинејџере у своју гаражу рано изјутра и такође је пронашла геј порнографију, мушке новчанике те лична документа по кући. Када је конфронтрирала Гејсија око ових питања, он јој је љутито рекао да је се то не тиче.
У октобру 1975, након жестоке свађе, Керол је затражила развод. Он је пристао, иако је бивша супруга, уз обострану сагласност, наставила да живи у његовој кући до фебруара 1976. Другог марта је окончан брак Гејсија и друге супруге. Јавности су представљене лажне тврдњи да је Гејси преварио супругу.

### PDM Contractors
Гејси је 1971. основао грађевинску фирму, PDM Contractors (за „Бојење, декорисање и одржавање“). Уз одобрење њему додељеног службеника за условну казну, Гејси је радио увече на пословима у оквиру предузећа, док је током дана радио као кувар. У почетку је обављао мање поправке, али се касније проширио на пројекте као што су дизајн ентеријера, преуређење и уређење. Средином 1973. Гејси је напустио посао кувара да би се у потпуности посветио грађевинском и предузимачком послу.
До 1975. PDM се брзо ширио и Гејси је радио до шеснаест часова дневно. У марту 1977. постао је супервизор за PE Systems, фирму специјализовану за преуређење апотека. Радећи за PE Systems и PDM, Гејси је радио на до четири пројекта истовремено и често је путовао у друге државе. До 1978. годишњи приход PDM-а био је преко 200.000 долара.

#### Кловн
Кроз чланство у локалном Мус Клубу (енгл. Loyal Order of Moose), Гејси је чуо за организацију кловнова „Весели Џокер“, чији су чланови редовно наступали на догађајима за прикупљање средстава и парадама, поред тога што су добровољно забављали хоспитализовану децу. Крајем 1975. Гејси се придружио клубу кловнова и створио сопствене ликове Пого Клов и Печс Кловн, осислио је оригинални изглед, шминку и костиме. Пога је описао као срећног кловна, док је Печс био озбиљнији лик.
Гејси је ретко зарађивао новац за своје наступе, а касније је рекао да су му наступи у костиму кловна омогућили да се врати у детињство. Наступао је као Пого и Печс на бројним локалним журкама, догађајима везаним за политику, хуманитарним догађајима и дечијим болницама. Гејси је због наступа у лику кловна након откривања убистава  постао познат као Кловн убица.

#### Запослени
Већи део радне снаге PDM-а чинили су средњошколци и младићи. Гејси је често предлагао запосленим да имају секс, или је инсистирао на сексуалним услугама у замену за позајмљивање својих возила, финансијску помоћ или добијање унапређења. Гејси је такође тврдио да поседује оружје, једном запосленом је рекао: „Знаш ли како би било лако узети једно од мојих оружја и убити те — и колико би било лако да се отарасимо тела?“
Током 1973. Гејси и један тинејџер су отпутовали на Флориду да виде некретнину коју је Гејси купио; док је био тамо, Гејси је силовао тинејџера у њиховој хотелској соби. По повратку у Чикаго, овај запослени се одвезао до Гејсијеве куће и истукао га у његовом дворишту. Гејси је рекао супрузи да је нападнут јер је одбио да му плати за лоше молерске радове.
У мају 1975. Гејси је ангажовао петнаестогодишњег Ентонија Антонучија. Два месеца касније, отишао је у Антонучијев дом, знајући да младић има повређено стопало. Њих двоје су попили флашу вина, а затим погледали порнографски филм пре него што је Гејси оборио Антонучија на под и везао му руке иза леђа. Једна манжетна је била лабава и Антонучи је успео да ослободи једну руку док је Гејси био ван собе. Када се Гејси вратио, Антонучи, који се бавио рвањем у средњој школи, се ухватио се у коштац с њим и уклештио Гејсијеве руке на леђима. Гејси је претио Антонучију, а затим се смирио и обећао да ће отићи ако буде ослобођен. Антонучи се сложио и Гејси је отишао. Антонучи је наставио да ради за PDM девет месеци након овог инцидента, а Гејси више није покушавао да га нападне.
Двадесет и шестог јула 1976. Гејси је покупио 18-годишњег аутостопера Дејвида Крема и понудио му посао у својој фирми; почео је да ради исте вечери. Крем се 21. августа уселио у Гејсјеву кућу. Следећег дана, Крем и Гејси су попили неколико пића како би прославили његов 19. рођендан, а Гејси је био обучен као Пого. Гејси је преварио Крема да стави лисице, а ручни зглобови су му били везани испред тела. Ударио је Крема док је држао ланац који повезује лисице, а затим је рекао да намерава да га силује. Крем је ударио Гејсија у лице и ослободио се.
Месец дана касније, Гејси се појавио на вратима Кремове спаваће собе са намером да га силује, рекавши: Дејв, ти стварно не знаш ко сам ја. Можда би било добро да ми даш оно што желим. Крем се опирао било каквом контакту и Гејси је напустио спаваћу собу уз коментар: Ти уопште ниси забаван. Крем се одселио 5. октобра и напустио PDM (иако је повремено радио за Гејсија током наредне две године). Убрзо након тога, у Гејсијеву кућу се уселио још један његов радник, осамнаестогодишњи Мајкл Роси Роси је радио за Гејсија од 23. маја 1976. Живео је са њим до априла 1977. Роси је понекад помагао Гејсију када је наступао као кловн на великим отварањима предузећа: Гејси је био Пого и Роси Печс.

#### Политика
Гејси је ушао у политику на локалном нивоу, као члан Демократске странке, у почетку је понудио коришћење својих запослених за чишћење седишта странке без накнаде. Награђен је позивом да служи у одбору за уличну расвету у граду Норвуд Парк.
Године 1975. Гејси је постављен за директора годишње Polish Constitution Day Parade у Чикагу. Кроз свој рад са парадом, коју ће надгледати до 1978. године, Гејси се сусрео и фотографисао са првом дамом Розалин Картер. Гејси је носио беџ са словом S на оделу, што је означавало особу којој је дата посебна дозвола. Тај догађај је касније постао брука за Тајну службу Сједињених Америчких Држава.

## Убиства
Гејси је убио најмање тридесет три младића и дечака, од којих је двадесет и шест сахранио у простору своје куће. Међу његовим жртвама су били људи које је познавао и случајни појединци намамљени са аутобуске станице у Чикагу, Бугхаус сквера или са улице, уз обећање посла у фирми, понуду пића и/или дроге, или новац за секс. Неке жртве су зграбљене силом; други су били преварени да верују да је Гејси (који је често носио шерифску значку и имао рефлекторе на свом црном аутомобилу) полицајац. Гејси је обично намамио усамљену жртву у своју кућу, иако је Гејси у више наврата имао оно што је назвао „двојке“ — двоје убијених током исте вечери.
У Гејсијевој кући, његов уобичајени начин деловања био је да придобије младића понудом пића, дрогама или уопште да на други начин придобије његово поверење. Затим би донео пар лисица да би „показао мађионичарски трик“, што је понекад било представљено као део наступа кловна. Обично је своје руке везао лисицама иза леђа, а затим се кришом ослободио скривеним кључем. Затим је понудио да својој жртви покаже трик. Када је жртва била обуздана, Гејси је почињао са силовањем и мучењем. Често је почињао тако што је седео на грудима своје жртве пре него што је приморао жртву да га удари. Гејси је затим мучио жртве, укључујући паљење цигарама, терао је жртве да имитирају коња док им је седео на леђима и навлачио им импровизоване узде око врата, и злостављање страним предметима као што су дилдои и бочице са лековима, након што је содомизирао жртву. Гејси је често везивао зглобове својих заробљеника на два по четири са лисицама на оба краја, што је чин инспирисан масовним убиствима у Хјустону.  Такође је исмевао многе жртве током њиховог злостављања, а познато је да је неколико давио у кади пре него што их је више пута враћао у живот давањем прве помоћи.
Гејси је обично убијао своје жртве тако што им је стављао турникет око врата и постепено га затезао дршком чекића. Он је то назвао трик са конопцем и често је обавештавао своју жртву: Ово је последњи трик. Повремено се жртва грчила „сат или два“ пре него што је умрла, иако је неколико жртава умрло од гушења од комада платна набијених дубоко у грло. Осим две последње жртве, сви су убијени између 3 и 6 ујутру. Гејси је обично држао лешеве жртава испод свог кревета до двадесет и четири сата пре него што их је закопао у техничкој етажи испод куће, где је повремено сипао живи креч да би убрзао распадање. Неке жртве је одводио у гаражу и балзамовао их пре покопа.

### Убиство Тимотија Макоја
Гејси је прво познато убисто починио 3. јануара 1972. године. Према Гејсијевом каснијем извештају, након породичне забаве претходне вечери, одвезао се рано ујутру у Richard J. Daley Center, да види изложбу скулптура од леда. Затим је намамио шеснаестогодишњег Тимотија Џека Макоја са аутобуске станице у Чикагу у свој аутомобил. Макој је био на путу ка дому свог оца у Омахи, Небраска, и обавестио је Гејсија да му аутобус стиже тек у подне. Гејси је повео Макоја у обилазак Чикага, а затим га одвезао до његове куће уз обећање да ће моћи да проведе остатак ноћи и да ће га одвести на станицу на време да стигне на аутобус.  Пре него што је Макој идентификован, био је познат као „Greyhound Bus Boy“.
Гејси је тврдио да се пробудио рано следећег јутра и затекао Макоја како стоји на вратима његове спаваће собе и да држи кухињски нож. Скочио је са кревета и Макој је подигао обе руке у знак предаје, случајно посекавши подлактицу Гејсију.  Он је разоружао Макоја, ударио му главу о зид спаваће собе и ногом га гурнуо о гардеробер. Макој је ударио Гејсија у стомак, због чега се пресавио од бола. Гејси је затим зграбио Макоја,  гурнуо га на под и више пута га је убо ножем у груди.
Док је Макој лежао на самрти, Гејси је тврдио да је опрао нож у свом купатилу, а затим је отишао у кухињу и видео како да је на столу постављен доручак. Макој је поставио сто за двоје; ушао је у Гејсијеву собу да га пробуди док је одсутно носио нож. Гејси је закопао Макоја у кући и касније прекрио његов гроб слојем бетона. У интервјуу неколико година након хапшења, Гејси је рекао да се одмах након убиства Мекоја осећао „потпуно исцрпљено“, али је приметио да је, док је убо Макоја и слушао „гургулације“ и дахтање, доживео оргазам који отупљује ум. Додао је: „Тада сам схватио да је смрт највеће узбуђење.

### Друго убиство
Гејси је рекао да је починио друго убиство око јануара 1974. Ова жртва је остала неидентификована; задављена је и стављен у Гејсијев орман пре сахране. Гејси је касније изјавио да су телесне течности цуриле из жртвиних уста и носа, што му је запрљало тепих. Гејси је редовно стављао крпе, доњи веш жртве или чарапу у уста следећих жртава како би спречио да поново дође до цурења.

### Убиство Џона Бутковича
Тридесет и првог јула 1975. је нестао Џон Буткович. Имао је осамнаест година и радио је за PDM. Бутковичев ауто је касније пронађен напуштен. Јакна, новчаник и кључеви су пронађени остављени у возилу.
Дан пре нестанка, Буткович се суочио са Гејсијем због неизмирених заосталих плата. Бутковичев отац је позвао Гејсија, који је тврдио да је био срећан што је помогао у потрази за његовим сином, али му је жао што је Буткович „побегао”. Када га је полиција испитивала, Гејси је рекао да су Буткович и два пријатеља стигли у његову кућу тражећи заосталу плату, али су постигли компромис и сва тројица су отишла. Током наредне три године, Бутковичеви родитељи су позвали полицију више од 100 пута, позивајући их да даље истраже Гејсија.
Гејси је касније признао да је наишао на Бутковича како излази из аутомобила. Махнуо му је како би привукао његову пажњу. Према Гејсију, Буткович му је пришао, рекавши: „Желим да разговарам са тобом“. Гејси је позвао Бутковича у свој ауто, а затим га је позвао назад у кућу, наводно да реши питање заосталих плата. У кући, Гејси је понудио Бутковичу пиће, а затим га је наговорио да дозволи да му се ручни зглобови вежу на леђима. Гејси је касније признао да је „седео на грудима клинца неко време“ пре него што га је задавио. Преместио је Бутковичево тело у гаражу, намеравајући да тело касније закопа у оквиру куће. Када су се његова жена и пасторке вратиле кући раније него што се очекивало, Гејси је закопао Бутковича испод бетонског пода у продужетку алатнице у  гаражи.

### Периодкрстарења
Осим што је то била година када се његов посао проширио, Гејси је слободно признао да је 1975. такође почео да повећава учесталост својих излета ради секса са младим мушкарцима. Често је ове излете називао „крстарењем“. Гејси је већину својих убистава починио између 1976. и 1978. године, пошто је углавном живео сам након развода.
Иако је Гејси остао дружељубив, неколико комшија је приметило промене у понашању након развода 1976. године, укључујући то да је виђен како прави друштво младим мушкарцима, да долази или одлази у раним јутарњим сатима или да су видели како се светла у његовој кући пале и гасе у раним сатима. Једна комшиница се касније присећала да су њу и њеног сина неколико година у раним јутарњим сатима стално будили пригушени врискови, вика и плач. Идентификовала је да звукови извиру из куће која се налази поред њихове на Вест Самердејл авенији.

#### 1976.
Месец дана након што се развео, Гејси је отео и убио осамнаестогодишњег Дарела Самсона. Последњи пут је виђен жив у Чикагу 6. априла 1976. Гејси га је закопао испод трпезарије, са крпом заглављеном у грлу. Четрнаестог маја, петнаестогодишњи Рендек Рефет је нестао убрзо након што се вратио кући са прегледа код зубног лекара. Неколико сати након што је Рефета последњи пут видела његова породица, четрнаестогодишњи Семјуел Стејплтон је нестао док је ишао кући из стана своје сестре. Он и Рефет су били блиски познаници; заједно су сахрањени у простору техничке етаже испод куће; истражитељи верују да су обоје убијени исте вечери.
Гејси је 3. јуна убио седамнаестогодишњег Мајкла Бонина, који је нестао док је путовао из Чикага у Вокиган. Гејси је задавио Бонина лигатуром и закопао га испод спаваће собе. Десет дана касније, Гејси је убио шеснаестогодишњег Вилијама Керола и сахранио га у заједничку гробницу у простору у својој кћи. Чини се да је Керол била прва од четири жртве за које се зна да су убијене између 13. јуна и 6. августа 1976. Три жртве су биле између 16 и 17 година, а једна неидентификована жртва је изгледа била одрасла особа.
Последњи пут се зна да је 16-годишњи Џејмс Хокенсон 5. августа телефонирао својој породици, вероватно из Гејсијеве куће. Хокенсон је умро од последица гушења. Његово тело је закопано испод седамнаестогодишњег Рика Џонстона, који је последњи пут виђен 6. августа.
Сматра се да је Гејси убио два неидентификована мушкарца између августа и октобра 1976. Гејси је 24. октобра отео и убио пријатеље тинејџере Кенета Паркера и Мајкла Марина: њих двоје су последњи пут виђени у улици Кларк у Чикагу. Два дана касније, деветнаестогодишњи грађевински радник Вилијам Банди нестао је након што је обавестио своју породицу да долази на забаву. Банди је умро од гушења. Гејси је закопао тело испод главне спаваће собе. Банди је вероватно радио за Гејсија.
Између новембра и децембра 1976. Гејси је убио двадесетједногодишњег Френсиса Александра. Његов последњи контакт са породицом био је телефонски позив мајци негде у новембру. Његов нестанак није пријављен јер је породица веровала да се убрзо након тога преселио у Калифорнију. Александар је сахрањен испод собе коју је Гејси користио као своју канцеларију.
Децембра 1976. нестао је седамнаестогодишњи Грегори Годзик. Његова девојка га је последњи пут видела испред своје куће. Годзик је у тренутку нестанка радио за PDM нешто краће од три недеље. Обавестио је своју породицу да га је Гејси упослио да ради на његовој кући. Гоџиков аутомобил је касније пронађен напуштен. Његови родитељи и старија сестра контактирали су Гејсија у вези са Годзиковим нестанком. Гејси је тврдио да је Годзик изразио жељу да побегне од куће; такође је тврдио да је примио поруку на телефонској секретарици од њега убрзо након што је нестао. На питање да ли би могао да пусти поруку за Годзикове родитеље, Гејси је рекао да ју је избрисао.

#### 1977.
Двадесетог јануара 1977. Гејси је намамио деветнаестогодишњег Џона Шика у кућу под изговором да намерава да купи његов аутомобил. Касније је признао да је задавио Шика у својој гостињској спаваћој соби, тврдећи да је Роси спавао у кући следећег јутра. Гејси је касније продао аутомобил Росију за 300 долара.
Два месеца касније, 15. марта, двадесетогодишњи Џон Престиџ је нестао. Он је последњи пут виђен како излази из ресторана. Сахрањен је у Гејсијевој кући. Недуго пре његовог нестанка, Престиџ је споменуо да је добио посао код локалног предузимача. Гејси је убио још једног неидентификованог младића и сахранио га у кући у пролеће или рано лето 1977. Гејси је 5. јула убио деветнаестогодишњег Метјуа Боумана. Боуманова мајка га је последњи пут видела на приградској железничкој станици; намеравао је да отпутује у Харвуд Хајтс на рочиште на суду.
Следећег месеца, Роси је ухапшен због крађе бензина док је возио Шиков аутомобил. Послужитељ бензинске пумпе је приметио регистарске таблице и полиција је ушла у траг аутомобилу, све до Гејсијеве куће. Када су га испитали, Гејси је рекао полицајцима да му је Шик продао аутомобил у фебруару, рекавши да му је потребан новац да би напустио град. Провера идентификационог броја возила потврдила је да је аутомобил припадао Шику. Полиција се није даље бавила овим случајем, иако је мајку жртве обавестила да је њен син продао ауто.
До краја 1977. Гејси је убио још шест младића између 16 и 21 године. Први од њих био је осамнаестогодишњи Роберт Гилрој, син наредника чикашке полиције, последњи пут виђен жив 15. септембра Гилрој је живео четири блока од Гејсијев куће. Дванаестог септембра, Гејси је одлетео у Питсбург, у Пенсилванији, да надгледа пројекат реновирања, и вратио се у Чикаго тек 16. септембра. Пошто је Гејси био у другој држави у време када је Гилрој последњи пут виђен, ово се наводи као аргумент Гејсијеве тврдње да је имао саучеснике у неколико убистава. Десет дана након што је Гилрој последњи пут виђен, деветнаестогодишњи бивши амерички маринац Џон Мавери нестао је након што је напустио кућу своје мајке. Гејси га је задавио и закопао је његово тело испод главне спаваће собе.
Седамнаестог октобра, двадесетједногодишњи Расел Нелсон је нестао; последњи пут је виђен испред једног чикашког бара. Нелсон је тражио посао уговарања. Гејси га је убио и закопао испод спаваће собе за госте. Мање од четири недеље касније, Гејси је убио шеснаестогодишњег Роберта Винча и сахранио га у кући. Двадесетогодишњи Томи Болинг нестао је 18. новембра након што је напустио бар у Чикагу. Деветог децембра, деветнаестогодишњи амерички маринац Давид Талсма нестао је након што је рекао својој мајци да треба да присуствује рок концерту у Хамонду, Индијана. Гејси је задавио Талсму лигатуром и закопао га у кући, близу Џона Моверија.
Тридесетог децембра, Гејси је отео деветнаестогодишњег студента Роберта Донелија са аутобуске станице у Чикагу под претњом оружјем. Гејси га је одвезао до своје куће, где је силовао, мучио и више пута је давио Донелија до тачке несвести у кади, док је давао изјаве попут: „Зар се вечерас не играмо забавних игара?" Донели је касније сведочио на суђењу да је био у таквим боловима да је тражио од Гејсија да га убије. Гејси је одговорио: Долазим до тога. После неколико сати, Гејси је одвезао Донелија до његовог радног места и пустио га, упозоривши га да му неће веровати ако се пожали полицији.

#### 1978.
Донели је пријавио напад, а полиција је испитала Гејсија 6. јануара 1978. Гејси је признао да је са Донелијем имао „БДСМ секс“, али је инсистирао да је све било споразумно, додајући да „није исплатио клинцу“ новац који му је обећао. Полиција му је поверовала и није подигла оптужницу. Следећег месеца, Гејси је убио деветнаестогодишњег Вилијама Киндреда, који је нестао 16. фебруара након што је својој вереници, која је познавала Гејсија, рекао да иде у бар. Киндред је био последња жртва сахрањена у техничкој етажи испод куће.
Гејси је 21. марта намамио двадесетшестогодишњег Џефрија Риглала у свој ауто. Гејси је искористио хлороформ и одвезао до своје куће, где су му руке и глава били приковани за стуб закачен на плафон, а стопала закључана у другу направу. Силовао је и мучио Ригнала инструментима укључујући упаљене свеће и бичеве и више пута га хлороформисао док није пао у несвест. Гејси га је потом бацио у Линколн парк у Чикагу, онесвешћеног, али живог.
Ригнал је успео да се дотетура до стана девојке. Полиција је обавештена о нападу, али није истражила Гејсија. Ригнал је могао да се сети аутомобила, одређених тачки куда је пролазио, попут аутопута и споредних улица. Он и двојица пријатеља су надгледали излаз Камберленда са аутопута и у априлу је Ригнал препознао Гејсијев аутомобил, којим су он и пријатељи пратили до адресе. Гејси је ухапшен 15. јула; суочио се са суђењем за напад и напад на Ригнала.
До средине 1978. у техничкој етажи испод куће више није било места за додатна тела. Гејси је касније признао полицији да је размишљао о одлагању тела на свом тавану али је био забринут због компликација због цурења. Због тога је одлучио да одложи своје жртве са моста И-55 у реку Дес Плаинес. Гејси је изјавио да је 1978. бацио пет тела у  реку. Једно тело је вероватно слетело на баржу која је пролазила; само четири тела су пронађене.
Прва позната жртва бачена са моста био је 20-годишњи Тимоти О'Рурк. Убијен је средином јуна након што је изашао из стана да купи цигарете. Непосредно пре његовог нестанка, О'Рурке је рекао свом цимеру да му је предузимач на северозападној страни понудио посао. Гејси је 4. новембра убио деветнаестогодишњег Френка Лендингина. Отац га је последњи пут видео како шета Фостер Авенијом; његово наго тело пронашла су два ловца на патке 12. новембра близу увале у реци Дес Плејнс. Двадесетогодишњи Џејмс Мазара нестао је 24. новембра након вечере за Дан захвалности са својом породицом. Мазара је дан раније обавестио своју сестру да ради у грађевинарству. Последњи пут је виђен како хода у правцу Багхаус сквера.

#### Убиство Роберта Пиеста
Поподне 11. децембра 1978. Гејси је посетио апотеку у Дес Плејнсу, како би разговарала о потенцијалном договору о преуређењу са власником продавнице Филом Торфом. Док је био на дохват руке од 15-годишњег хонорарног запосленог Роберта Пиеста, Гејси је поменуо да је његова фирма често ангажовала тинејџере са почетном платом од 5 долара по сату – што је скоро дупло више од плате коју је Пиест зарађивао у апотеци.
Убрзо након што је Гејси отишао, Пиестова мајка је стигла у продавницу да одвезе сина кући како би породица могла заједно да прослави њен рођендан. Пиест је замолио мајку да сачека, додајући: неки предузимач жели да разговара са мном о послу. Изашао је из продавнице у 9 поподне, уз обећање да ће се ускоро вратити.
Пиест је убијен нешто после 10:00 поподне у Гејсијевој кући. Гејси је касније изјавио да је у својој кући дао Пиесту безалкохолно пиће пре него што га је питао да ли постоји нешто што „не би урадио за праву цену“, на шта је Пиест одговорио да му не смета да напорно ради. Гејси је затим преварио Пиеста да му стави лисице Гејсијеве наредне изјаве у вези са догађајима су варирале, иако је у једној од првобитних изјава тврдио да се Пиест није одупирао док му је скидао панталоне. Такође је навео да је дечак, док му је стављао конопац око врата, плакао, уплашен. Гејси је признао да се јавио на телефонски позив познаника са посла, док је Пиест лежао на самрти.

## Истрага
Након што Пиест није дошао кући, његова породица је пријавила полицији да је нестао. Власник апотеке где је Пиест радио је именовао Гејсија као извођача радова са којим је Пиест највероватније напустио радњу да би разговарао. Поручник Џозеф Козенчак, чији је син похађао средњу школу Мејн Вест, као и Пиест, одлучио је да даље истражи Гејсија. Провера Гејсијеве криминалне историје открила је да је против њега у Чикагу покренута оптужба за недозвољени контакт и да је био у затвору у Ајови због содомије над петнаестогодишњим дечаком.
Козенчак и два полицајца полицијске станице Дес Плејнеса посетили су Гејсија у његовој кући следеће вечери. Гејси је рекао да је питао једног од младића који су радили у апотеци — за кога је веровао да је Пиест — да ли иза продавнице има материјала за преуређење. Међутим, упорно је тврдио да Пиесту није понудио посао и да се вратио у апотеку тек нешто после 8:00 поподне пошто је тамо оставио своју књигу евиденција послова. Гејси је обећао да ће доћи у станицу касније те вечери да да изјаву, указујући да то није у стању да уради у том тренутку пошто му је ујак управо умро. Када су га питали колико брзо би могао да дође у полицијску станицу, одговорио је: Ви сте веома непристојни. Зар не поштујете мртве?
У 3:20 ујутро, Гејси је стигао у полицијску станицу прекривен блатом, тврдећи да је учествовао у саобраћајној несрећи. Када се касније тог дана вратио у полицијску станицу, Гејси је негирао било какву умешаност у Пиестов нестанак и поновио је да му није понудио посао. Гејси је поновио да се вратио у апотеку као одговор на телефонски позив од Торфа који га је обавестио да је оставио своју књигу заказаних термина у продавници. Детективи су већ разговарали са Торфом, који је негирао да је позвао Гејси. На захтев детектива, Гејси је припремио писмену изјаву у којој је детаљно изложио своје кретање 11. децембра.

### Први налог за претрес
Сумњајући да Гејси можда држи Пиеста у својој кући, полиција Дес Плејнса је 13. децембра добила налог за претрес Ова претрага је довела до открића више сумњивих предмета, укључујући неколико полицијских значки; пиштољ; шприц и хиподермичну иглу; лисице; књиге о хомосексуалности и педерастији; порнографске филмове; капсуле амил нитрита; више дилдоа; бочице валијума и атропина; неколико возачких дозвола; плаву парку са капуљачом; доњи веш који је Гејсију био очито премали. Пронашли су и прстен са угравираним иницијалима ЈАС и рачун са фотографијом из апотеке Нисон у канти за смеће, уз најлонско уже дужине 91 cm.

### Надзор
Полиција Дес Плејнса запленила је Гејсијево возила и друга радна возила PDM-а. Тим за надзор пратио је Гејсија док је истрага настављена. Следећег дана, истражитељи су примили телефонски позив од Мајкла Росија, који је обавестио истражитеље о нестанку Грегорија Годзика и чињеници да је тело још једног запосленог PDM-а, Чарлс Хатула, пронађено удављено у реци Илиноис раније те године.
Истражитељи су петнаестог децембра добили додатне детаље о ранијим судским поступцима вођеним против Гејсија. Сазнали су да ранија жртва пријавила да га је Гејси намамио у свој ауто, а затим га хлороформисао, силовао и мучио пре него што га је бацио у Линколн парк. У интервјуу са Гејсијевом бившом супругом истог дана, сазнали су за нестанак Џона Бутковича. Истог дана, раније пронађени прстен је истражитеље довео до идентитета изворног власника, Џона Алана Шика. У интервјуу са Шиковом мајком откривено је да је нестало и неколико предмета из стана њеног сина, укључујући и телевизију Моторола.
До 16. децембра, Гејси је постајао приступачан и фин у комуникацији са детективима, редовно их је позивао да му се придруже приликом обедовања у ресторанима и повремено их је звао на пиће у баровима или у његовој кући. Он је више пута негирао умешаност у Пиестов нестанак и оптужио је полицајце да га малтретирају због његових политичких веза или рекреативне употребе дрога. Знајући да је мало вероватно да ће га ови полицајци ухапсити због било чега тривијалног, исмевао их је кршењем саобраћајних закона и успео је више пута да умакне тиму полицајаца који га је надзирао. Тог поподнева, Крем је пристао на полицијски разговор, у којем је открио да му је, због лошег мерења времена, Гејси једном дао сат, објашњавајући да га је добио „од мртве особе“.
Истражитељи су 17. децембра обавили формални интервју са Росијем. Обавестио их је да му је Гејси продао Шиково возило. Током додатне инспекција Гејсијевог возила откривен је мали скуп влакана у пртљажнику, за које се сумњало да је људска коса. Те вечери су три обучена пса трагача коришћена да се утврди да ли је Пиест био присутан у неком од Гејсијевих возила. Један пас је стављен на сувозачево седиште возила убице, а истражитељи су рекли да је дресер паса информисао инспекторе да је пас показао реакцију на смрт, што указује да је Пиестово тело било присутно.
Те вечери, Гејси је позвао детективе Албрехта и Хахмајстера у ресторан на оброк. Рано 18. децембра, позвао их је у други ресторан где је, за доручком, разговарао о свом послу,  браковима и појављивању као кловн.Током разговора, Гејси је приметио: „Знаш ... кловнови могу да се извуку са почињеним убиством.“
До 18. децембра, Гејси је почео да показује знаке напрезања због сталног надзора: био је необријан, изгледао је уморно и узнемирено и много је пио. Тог поподнева се одвезао у канцеларију свог адвоката да припреми грађанску тужбу од 750.000 долара против полиције Дес Плејнса, захтевајући да престану са надзором. Истог дана, фото признаница из Нисон апотеке пронађена је у Гејсијевој кухињи. Преко признанице су истражитељи дошли до седамнаестогодишње Кимберли Бајерс, која је била колегиница раније жртве Пиеста, такође запосленог у Нисон апотеци. Бајерс је изјавила да је тада раније увече позајмила Пиестову парку и да је рачун ставила у џеп непосредно пре него што је вратила Пиесту капут када је напустио продавницу.

### Други налог за претрес
Исте вечери, Роси је интервјуисан по други пут. Овај пут је био више сарадљив. Обавестио је детективе да је у лето 1977, по Гејсијевом налогу, раширио десет џакова креча у простору у кући.
Деветнаестог децембра, истражитељи су почели да прикупљају доказе за други налог за претрес Гејсијеве куће. Истог дана, Гејсијеви адвокати поднели су грађанску тужбу против полиције Дес Плејнса. Рочиште за тужбу заказано је за 22. децембар. Тог поподнева, Гејси је поново позвао детективе у своју кућу. Док је Робинсон одвраћао Гејсија разговором, Шулц је ушао у његову спаваћу собу и неуспешно је покушао да запише серијски број Моторола телевизије за коју су сумњали да припада Шику. Док је пуштао воду у Гејсијевом тоалету, полицајац је осетио мирис за који је сумњао да би могао бити мирис трулих лешева који је излазио из цеви за грејање. Полицајци који су претходно претражили у кућу нису то приметили, јер је кућа била хладна.
Истражитељи су интервјуисали и Крема и Росија 20. децембра. На питање где верује да је Гејси сакрио Пиестово тело, Роси је одговорио да је Гејси можда ставио тело у техничкој етажи испод куће. Роси је пристао на тестирању полиграфом. Он је негирао било какву умешаност у Пиестов нестанак или било какво сазнање о томе где је жртва. Убрзо је одбио да настави са испитивањем, а Росијеви „неправилни и недоследни“ одговори док је био прикључен на полиграфску машину учинили су Козенчака „неспособним да изнесе одређено мишљење“ о његовој истинитости. Роси је, међутим, даље разговарао о копању ровова, што је раније радио за Гејсија, и сведочио је да је тада приметио његово инсистирање да не одступа од места где му је прецизно наложено да копа.
Крем је обавестио истражитеље о Гејсијевим покушајима да га силује 1976. Изјавио је да је након што су се он и Гејси вратили у његову кућу након претреса 13. децембра, Гејси пребледео након што је видео грудву блата на свом тепиху и одмах је ушао у простор куће где је одлагао тела жртви, где је тражио доказе о копању. Када су га питали да ли је био у том простору, Крем је одговорио да га је Гејси једном замолио да тамо проспе креч и да је такође ископао ровове, за које је Гејси објаснио да су за дренажне цеви. Крем је изјавио да су ови ровови били 0,6 метара широки, 1,80 дугачки и 61 cm дубоки - што је одговарало величини гроба.

#### Признање
Увече 20. децембра, Гејси се одвезао до своје адвокатске канцеларије у Парк Риџу да би присуствовао заказаном састанку, наводно да би разговарао о напретку његове грађанске тужбе. Гејси је деловала узнемирено и рашчупано и одмах је затражио алкохолно пиће. Сем Амиранте је донео флашу вискија, а Гејси је одмах попио пуне чаше. Амиранте — у овој фази сумњајући у Гејсијеве тврдње о невиности — затим је питао о чему има да разговара са њима, стављајући примерак Daily Herald-а на свој сто и изјавио: „Рекли сте да имате нешто ново да ми кажете! Нешто важно!“ Гејси је узео новине, показао на чланак на насловној страни који је писао о теми нестанка Пиеста и рекао је: "Овај дечко је мртав. Мртав је. У реци је."
Гејси је затим наставио да даје неспретно признање које је трајало до раних сати следећег јутра. Почео је изјавом да је „био судија ... порота и џелат многих, много људи“, и да је сада желео да буде исто за себе. Изјавио је да је убио „најмање тридесет“ жртава, од којих је већину закопао у техничкој етажи испод куће, и да је бацио пет других тела у реку Дес Плејнс. Гејси је своје жртве означавао као мушке проститутке, преваранте и лажове, додајући да се понекад будио и пронашао мртву, задављену децу са рукама везаним на леђима. Закопао је њихова тела у простору у кући јер је веровао да су његово власништво.
Због количине алкохола који је конзумирао, Гејси је заспао на пола давања признања. Амиранте је тог јутра одмах договорио психијатријски преглед за Гејси. Када се пробудио неколико сати касније, Гејси је одмахнуо главом када га је Амиранте обавестио да је признао да је убио отприлике тридесет људи, рекавши: Па, не могу да размишљам о овоме тренутно. Имам ствари да урадим. Игноришући савете својих адвоката у вези са његовим заказаним термином, Гејси је отишао да се бави својим послом.
Гејси се касније присетио да су му сећања на последњи дан проведен на слободи била магловита, додајући да је знао да је његово хапшење неизбежно и да је намеравао да посети своје пријатеље и да се опрости. Након што је напустио адвокатску канцеларију, Гејси се одвезао до бензинске пумпе где је запосленом на пумпи дао малу кесу канабиса, који је одмах предао кесу службеницима за надзор, додајући да му је Гејси рекао: „Крај долази (за мене). Ови момци ће ме убити." Гејси се затим одвезао до куће свог колеге и пријатеља, Роналда Роуда. Гејси је загрлио Роуда пре него што је бризнуо у плач и рекао: Био сам лош дечко. Убио сам тридесет људи, додај или узми неколико. Гејси је напустио Роуда и одвезао се до Кремове куће да се састане са Кремом и Росијем. Службеници за надзор су приметили да је држао бројаницу на бради, молећи се док се возио аутопутем.
Након разговора са Кремом и Росијем, Гејси је натерао Крема да га одвезе на заказани правни састанак. Крем је обавестио лица задужена за надзор да је претходно Гејси њему и Росију рекао да је прошле вечери са својим адвокатима признао преко тридесет убистава. Гејси је затим натерао Крема да га одвезе на гробље Мерихил, где му је отац сахрањен.
Док се Гејси возио на различите локације тог јутра, полиција је изложила формални нацрт другог налога за претрес, са посебним акцентом на проналазак Пиестовог тела. Чувши од надзорних детектива да би, у светлу његовог нередовног понашања, Гејси могао да изврши самоубиство, полиција је одлучила да га ухапси под оптужбом за поседовање и дистрибуцију канабиса како би га задржала у притвору, док се у исто време радили на подношењу формалног захтева за други претрес. У 4:30 21. децембра увече, уочи саслушања поводом грађанске тужбе коју је Гејси поднео, издат је други налог за претрес. Након што је полиција обавестила Гејсија о намерама да претраже простор његове куће у потрази за телом Пиест, Гејси је негирао да је тинејџер тамо сахрањен, али је признао да је у самоодбрани убио младића чије је тело било закопано испод његове гараже.
Полицајци и техничари су отишли до Гејсијеве куће. Открили су да је Гејси искључио пумпу за воду, преплавивши простор водом; заменили су чеп и чекали да вода исцури. Техничар за доказе Данијел Генти је тада ушао у простор димензија 8,5 са 11, 6 метара. Допузао је до југозападног подручја и почео копати. За неколико минута, открио је труло месо и кост људске руке. Генти је викнуо истражитељима да би могли да оптуже Гејсија за убиство, додајући: „Мислим да је ово место пуно деце“. Полицијски фотограф открио је људску кост у североисточном углу простора. Њих двојица су затим почели да копају у југоисточном углу, где су пронашли две кости потколенице.
Тела жртава су била у превише распаднутом стању и нису могли да буду нестали Пиест. Док је тело у североисточном углу откопано, техничар на месту злочина открио је лобању друге жртве поред овог тела. Каснија ископавања стопала ове друге жртве открила су још једну лобању испод тела. Због тога су се техничари вратили у ров у којем је откопано прво тело, откривши грудни кош четврте жртве, потврђујући размере убистава.

#### Хапшење
Након што је обавештен да је полиција пронашла људске остатке у његовој техничкој етажи испод куће и да ће се сада суочити са оптужбама за убиство, Гејси је рекао полицајцима да жели да рашчисти ситуацију (ен. clear the air). У раним јутарњим сатима 22. децембра, у присуству својих адвоката, Гејси је дао званичну изјаву у којој је признао да је убио отприлике тридесет младића — за које је тврдио да су сви добровољно ушли у његову кућу. Неке жртве је наводио поименце али Гејси је тврдио да не зна нити се сећа већине имена. Тврдио је да су сви били тинејџери одбегли од куће или проститутке, од којих је већину сахранио у простору куће. Гејси је тврдио да је ископао само пет гробова на овој локацији и да је натерао своје запослене (укључујући Годзика) да ископају преостале ровове како би он „имао гробове на располагању“. Када му је показана возачка дозвола издата Роберту Хастену која је пронађена на његовом имању, Гејси је тврдио да га не познаје, али је признао да је ова дозвола била у поседу једне од његових жртава. У јануару 1979. планирао је да додатно сакрије лешеве тако што би цео отворени простор где су жртве сахрањиване бетонирао.
Када су га испитивали о Пиесту, Гејси је признао да га је намамио у своју кућу и задавио 11. децембра. Такође је признао да је те вечери спавао поред Пиестовог тела, пре него што је леш бацио у реку Дес Плејнс у раним сатима 13. децембра. На путу до полицијске станице доживео је лакшу саобраћајну несрећу након што је пацио леш жрве. Његово возило је склизнуло са пута прекривеног ледом и моро је да зове шлеп службу.
У пратњи полиције, адвоката и старије сестре, Гејси је 23. децембра одвезен до моста И-55 како би тачно одредио место где је признао да је бацио тело Роберта Пиеста и четири друге жртве у реку. Гејси је затим одведен у своју кућу и наређено му је да обележи под своје гараже наранџастом бојом у спреју како би показао где је закопао особу коју је наводно убио у самоодбрани, а коју је назвао Џон Буткович. Да би помогао полицајцима у потрази, Гејси је нацртао груби дијаграм свог подрума да би показао где су њихова тела закопана. Двадесет шест тела је откопано из техничке етаже испод Гејсијеве куће током следеће недеље; три додатна тела су такође откривена на другом месту на његовом имању. Како су подови и зидови на имању демонтирани, откривени су додатни докази укључујући личне карте и различите девијантне сексуалне књиге.

## Суђење
Гејси је изведен на суђење 6. фебруара 1980, оптужен је за 33 убиства. Суђено му је у округу Кук, Илиноис, пред судијом Луисом Гарипом; порота је изабран из Рокфорда због обимног извештавања штампе у округу Кук.
На захтев свог браниоца, Гејси је годину дана пре суђења провео преко три стотине сати са лекарима у поправном центру Менард у Честеру. Прошао је низ психолошких тестова како би се утврдило да ли је ментално способан да му се суди. Гејси је покушао да убеди лекаре да има поремећај вишеструке личности. Тврдио је да има четири личности: вредног, грађанског оријентисаног извођача радова, кловна, активног политичара и полицајца по имену Џек Хенли, кога је називао Лоши Џек. Када је Гејси признао полицији, тврдио је да наводи злочине Џека, који је мрзео хомосексуалност и који је гледао на мушке проститутке као на слаб, глуп и деградиран олош. Његови адвокати су одлучили да се Гејси изјасни да није крив због неурачунљивости.
Током давање уводне речи, један од Гејсијевих бранилаца, Роберт Мота, је приметио: „На одбрану на рачун неурачунљивости се гледало као на бекство; на одбрану у крајњој нужди. Одбрана неурачунљивошћу је валидна и то је једина одбрана коју смо могли користити овде, јер ту лежи истина ... јер ако је [Гејси] нормалан, онда је наш концепт нормалности потпуно изобличен." Кроз представљање Гејсија као лик попут доктора Џекила и господина Хајда, одбрана је позвала неколико психијатријских стручњака који су га испитивали; тројица стручњака су сведочили да су утврдили да је параноични шизофреничар са више личности.
Тужиоци су тврдили да је Гејси био здрав и да је у потпуности владао својим поступцима. Довели су неколико сведока да сведоче о његовом предумишљају и напорима које је предузео да избегне откривање. Ти лекари су оповргли тврдње лекара одбране о наводном поремећају са више личности и општој неурачунљивости. Крам и Роси су сведочили да их је Гејси натерао да копају дренажне ровове и да рашире креч у кући. Обојица су рекли да је Гејси повремено гледао у простор где су радили како би се уверио да они и други запослени не одступају од прецизних локација које је он означио.
Роберт Стајн је 18. фебруара сведочио да су сва тела извучена са Гејсијевог имања била „изразито распаднута [и] трули, скелетизовани остаци“, и да је од свих обдукција које је извршио, тринаест жртава умрло од последица гушења, шест од дављења, једна од последица вишеструких убода у груди, док је десет жртава умрло на неутврђене начине. Када је Гејсијев тим одбране сугерисао да су све 33 смрти жртава узроковане случајном еротском асфиксијом, Стајн је њихову тврдњу окарактерисао као изразито невероватну.
Џефри Ригнал је сведочио у корист одбране 21. фебруара Ригнал је више пута плакао док је описивао како га је Гејси мучио марта 1978. Током унакрсног испитивања у вези са мучењем, Ригнал је повраћао и ослобођен је даљег обавезног сведочења.
Двадесет и деветог фебруара Доналд Вурхис је сведочио о свом искуству и нападу који је преживео.Он се осећао неспособним да сведочи, али је накратко покушао да то учини пре него што је од њега затражено да се повуче.
Роберт Донели је сведочио недељу дана након Вурхиса, препричавајући све шта је преживео у децембру 1977. Донели је био видно узнемирен док се присећао злостављања.
Током пете недеље суђења, Гејси је написао лично писмо судији Гарипу тражећи поништавање тренутног и покретање новог суђења из разлога што није одобрио изјашњавање својих адвоката о његовој неурачунљивости; да му адвокати нису дозволили да буде сведок (као што је желео); да његова одбрана није позвала довољно медицинских сведока и да је полиција лагала у вези са вербалним изјавама које је наводно дао детективима након хапшења и да су, у сваком случају, изјаве биле у корист тужилаштва. Судија Гарипо је обавестио Гејсија да обојици бранилаца није ускраћена могућност или средства да позову вештаке да сведоче, и да, према закону, он има избор да ли жели да сведочи и да је слободан да то каже судији.

### Завршне речи
Једанаестог марта почеле су завршне расправе, тужилаштва и бранилаца. Адвокат тужиоца Тери Саливан изнео је Гејсијеву историју злостављања младих, сведочење о његовим напорима да избегне откривање и описао је преживеле жртве — Вурхисса и Донелија — као „живе мртваце“. Позивајући се на Гејсија као на „најгорег од свих убица“, Саливан је изјавио: „Џон Гејси је причинио више људских разарања него многе земаљске катастрофе... Дрхтим када размишљам о томе колико је близу тога да се извуче“.
Након четворочасовног затварања, бранилац Сем Амиранте је говорио у име одбране. Амиранте је оптужио Саливана да се једва позива на доказе у изнетој завршној речи и да изазива мржњу ка његовом клијенту. Покушао је да прикаже Гејси као „вођену компулзијама које није могао да контролише“, тврдећи да држава није испунила свој терет доказивања да је Гејси здрав ван разумне сумње. Амиранте је потом позвао пороту да остави по страни сваку предрасуду коју имају према његовом клијенту и затражио од њих да донесу пресуду да није крив због лудила, додајући да је Гејси опасан и за њега и за друге и да би проучавање његове психологије и понашања бити од користи за науку.
Ујутро 12. марта, Вилијам Канкл је наставио да говори у прилог тужиоца. Кункле је тврдњу одбране о неурачунљивости назвао лажом, тврдећи да чињенице случаја показују Гејсијеву способност да логично размишља и контролише своје поступке. Канкле се осврнуо и на сведочење једног од лекара који је прегледао Гејсија 1968. године и закључио да је он анти-социјална личност, наводећи да да су препоруке овог доктора усвојене, Гејси не би био пуштен на слободу. На крају своје расправе, Кункле је уклонио фотографије Гејсијеве 22 идентификоване жртве са дисплеја и замолио пороту да не покаже саосећање већ да „покаже правду“.
Порота је већала сат и педесет минута. Гејси је проглашен кривим по 33 оптужбе за убиство; такође је проглашен кривим за сексуални напад и недозвољено опхођења са дететом, обоје у вези са Робертом Пиестом. У то време, његова пресуда за 33 убиства била је највише у историји САД.
У фази изрицања казне, порота је већала више од два сата пре него што је Гејсија осудила на смрт за свако убиство почињено након што је у јуну 1977. у Илиноису ступио на снагу закон о смртној казни. Његово погубљење заказано је за 2. јун 1980.

## Смртна пресуда
Након пресуде, Гејси је пребачен у поправни центар Менард, где је чекао смртну казну 14 година. Био је изолован у затворској ћелији, где је почео да слика. Он је црпео инспирацију из широког спектра извора за своја уметничка дела, приказујући различите субјекте као што су кловнови (укључујући себе као Пого или Печес), Христа, лобање, сопствени дом и Џона Дилинџера. Гејсијеве слике су биле изложене на изложбама и продаване су на аукцијама.
Пре суђења, Гејси је ступио у контакт са новинаром Русом Јуингом, коме је дао бројне интервјуе између 1979. и 1981. Јуинг је касније сарађивао са аутором Тимом Кејхилом на објављивању књиге Закопани снови (енгл. Buried Dreams). Информације које је Гејси открио Јуингу у вези са околностима његовог првог убиства показале би се од кључне важности за утврђивање идентитета његове прве жртве.
Петнаестог фебруара 1983. Хенри Брисбон, затвореник осуђен на смртну казну, познат као убица I-57, убо је Гејсија у руку наоштреном жицом. Лечен је у затворској болници.
Након затварања, Гејси је читао правне књиге и подносио обимне предлоге и жалбе, иако није победио ни у једном поступку. Његове жалбе су се односиле на питања као што је валидност првог налога за претрес који је дат полицији Дес Плејнса 13. децембра 1978. и његов приговор на одлуку адвоката да одбрану базирају на тврдњу о неурачунљивости. Гејси је тврдио да, иако је имао „нешто сазнања“ о пет убистава (убистава Макоја, Бутковича, Гоџика, Шика и Писта), осталих 28 убистава су починили запослени који су имали кључеве од његове куће док је био одсутан приликом пословних путовања.
Средином 1984. Врховни суд Илиноиса потврдио је Гејсијеву осуду и наредио његово погубљење смртоносном инјекцијом 14. новембра  Гејси је уложио жалбу на ову одлуку, коју је Врховни суд Сједињених Америчких Држава одбио 4. марта 1985. године. Следеће године, Гејси је поднео још један захтев након осуде, тражећи ново суђење. Његов тадашњи бранилац Ричард Клинг је тврдио да је Гејси добио неефикасан правни савет на суђењу 1980. године. Ова петиција је одбачена 11. септембра 1986.
Гејси се жалио на одлуку о погубљењу из 1985. Врховни суд Илиноиса потврдио је осуду 29. септембра 1988. године, одредивши нови датум извршења на 11. јануара 1989. Након што је Врховни суд САД одбио Гејсијеву коначну жалбу у октобру 1993. године, Врховни суд Илиноиса је званично одредио датум извршења смртне казне за 10. мај 1994.

### Извршење смртне казне
Изјутра 9. маја 1994, Гејси је пребачен у поправни центар Стејтвил, где је планирано да буде погубљен. Тог поподнева му је дозвољен приватни пикник у кругу затвора са породицом. За свој последњи оброк, Гејси је наручио кофицу КФЦ пилетине, помфрит, десетак пржених шкампа, свеже јагоде и дијет колу. Те вечери је од католичног свештеника добио последњи обред, пре него што су га отпратили у одају за погубљење Стејтвил. У сатима који су претходили Гејсијевом погубљењу, испред поправног центра окупила се маса народа, процењена на преко 1.000 људи; већина се залагала погубљење, иако је био присутан мали број демонстраната који су били против смртне казне. Неки од присутних који су били за погубљење носили су мајице које су говориле да је Гејси наступа као кловн, мајице су садржале слогане попут Нема суза за кловна.
У 12:40 ујутру, почела је процедура за давање смртоносне инјекције, иако су се хемикалије коришћене у извршењу неочекивано учврстиле, зачепивши цев. Тим за извршење је заменио зачепљену цев и извршење је настављено. Цела процедура је трајала 18 минута. Анестезиолози су за узрок проблема навели неискуство затворских службеника у спровођењу погубљења. Ова грешка је очигледно довела до тога да је Илиноис усвојио алтернативни метод смртоносне инјекције. Један тужилац на Гејсијевом суђењу, Вилијам Канкл, рекао је: „Добио је много лакшу смрт него било која од његових жртава“.
Према објављеним извештајима, Гејси је био психопата који није изразио никакво кајање због својих злочина. Његова последња изјава адвокату пре погубљења била је да његово убиство неће надокнадити губитак других и да га држава убија. Извештава се да су његове последње изговорене речи биле „Пољуби ме у дупе“, иако је тужилац Вилијам Канкл 2020. изјавио да су те речи изговорене затворском службенику и да нису биле део ниједне званичне изјаве пре погубљења.
Након што је Гејсијева смрт потврђена у 12:58 10. маја 1994. уклоњен му је мозак. У поседу је Хелен Морисон, сведока одбране на Гејсијевом суђењу, која је интервјуисала Гејсија и друге серијске убице у покушају да утврди заједничке црте личности насилних социопата. Кремиран је; није откривено где се налази пепео.

### Амбер Алерт
Године 1984, Сем Амиранте је осмислио поступак за који је Генерална скупштина Илиноиса укључила у Закон о несталој деци из 1984. У време Гејсвијевих убистава, полиција Илиноиса морала је да чека 72 сата пре него што је покренула потрагу за несталим дететом или адолесцентом; нови закон о несталој деци уклонио је овај период чекања. Друге државе су касније усвојиле сличне процедуре. Као резултат тога, постепено је формирана национална мрежа за лоцирање нестале деце. Ово се од тада развило у хитно реаговање приликом отмице детета — познато као Амбер алерт.

## Жртве
Само 28 жртава је коначно идентификовано. Најмлађи су били Семјуел Стејплтон и Мајкл Марино, обојица по 14 година; најстарији су били Френсис Александар и Расел Нелсон, обојица су имали 21 годину.
| Име и презиме              | Старост | Датум убиства             | Датум идентификације | Број тела |
| -------------------------- | ------- | ------------------------- | -------------------- | --------- |
| Тимоти Џек Макој           | 16      | 3. јануар 1972.           | 9. мај 1986.         | Тело 9    |
| Џон Буткович               | 18      | 31. јул 1975.             | 29. децембар 1978.   | Тело 2    |
| Дарел Џулијус Самсон       | 18      | 6. април 1976.            | 18. новембар 1979.   | Тело 29   |
| Рендел Вејн Рефет          | 15      | 14. мај 1976.             | 12. април 1979.      | Тело 7    |
| Семјуел Г. Дод Стејплтон   | 14      | 14. мај 1976.             | 14. новембар 1979.   | Тело 6    |
| Мајкл Лоренс Бонин         | 17      | 3. јун 1976.              | 6. јануар 1979.      | Тело 18   |
| Вилијам Хјуи Керол Млађи   | 16      | 13. јун 1976.             | 17. март 1979.       | Тело 22   |
| Џејмс Бајрон Хакенсон      | 16      | 5. авугст 1976.           | 19. јул 2017.        | Тело 24   |
| Рик Луис Џонстон           | 17      | 6. август 1976.           | 1. јануар 1979.      | Тело 23   |
| Кенет Реј Паркер           | 16      | 24. октобар 1976.         | 29. март 1980.       | Тело 15   |
| Мајк М. Марино             | 14      | 24. октобар 1976.         | 29. март 1980.       | Тело 14   |
| Вилијам Џорџ Банди         | 19      | 26. октобар 1976.         | 29. новембар 2011.   | Тело 19   |
| Френсис Вејн Александер    | 21      | оквирно 1. децембар 1976. | 25. октобар 2021.    | Тело 5    |
| Грегори Џон Годзик         | 17      | 12. децембар 1976.        | 29. децембар 1978.   | Тело 4    |
| Џон Алан Шик               | 19      | 20. јануар 1977.          | 29. децембар 1978.   | Тело 3    |
| Џон Стивен Престиџ         | 20      | 5, март 1977.             | 6. јануар 1979.      | Тело 1    |
| Метју Воултер Боумен       | 19      | 5. јул 1977.              | 29. јануар 1979.     | Тело 8    |
| Роберт Едвард Гилрој Млађи | 18      | 15. септембар 1977.       | 6. јануар 1979.      | Тело 25   |
| Џон Мевери                 | 19      | 25. септембар 1977.       | 27. јануар 1979.     | Тело 20   |
| Расел Лојд Нелсон          | 21      | 17. октобар 1977.         | 6. јануар 1979.      | Тело 16   |
| Роберт Дејвид Винч         | 16      | 10. новембар 1977.        | 11. септембар 1979.  | Тело 11   |
| Томи Џо Болинг             | 20      | 18. новембар 1977.        | 11. септембар 1979.  | Тело 12   |
| Дејвид Пол Талсма          | 19      | 9. децембар 1977.         | 16. новембар 1979.   | Тело 17   |
| Виљем Вејн Киндред         | 19      | 16. фебруар 1978.         | 16. мај 1979.        | Тело 27   |
| Тимоти Дејвид O'Рурк       | 20      | 16–23 јун 1978.           | 9. јануар 1979.      | Тело 31   |
| Френк Виљем Ландигин       | 19      | 4. новембар 1978.         | 14. новембар 1978.   | Тело 32   |
| Џејмс Мацара               | 20      | 24. новембар 1978.        | 30. децембар 1978.   | Тело 33   |
| Робер Џероум Пист          | 15      | 11. децембар 1978.        | 9. април 1979.       | Тело 30   |

### Жртве пронађене у техничкој етажи
Медицински истражитељ из округа Кук, Роберт Стајн надгледао је ексхумације жртава сахрањених на Гејсијевом имању. Простор испод пода је био означен у деловима и свако тело је добило идентификациони број. Првом телу извученом из техничке етаже испод куће додељена је ознака која означава жртву као Тело 1. Идентификован је као Џон Престиџ 6. јануара 1979. Није било могуће утврдити узрок смрти.
Џон Буткович је означен као тело 2; био је међу првима идентификованим, 29. децембра 1978.
Потрага је одложена за Божић. Још четири тела откривена су 26. децембра. Тело 6 (Семјел Стејплетон, идентификовано кроз стоматолошку документацију 14. новембра 1979) и Тело 7 (Рендал Рефетт, идентификовано рендгенским снимком 12. априла 1979) сахрањени су у истој гробници. Рефет је пронађен у положају фетуса са комадом тканине у устима, што је навело истражитеље да закључе да је највјероватније умро од гушења. Тело 8 (Метју Боуман, идентификован 29. јануара 1979.) пронађено је са подвезом којим је задављен, обмотаним око врата. Тело 9 (Тимоти Макој, идентификован путем зубних картона и препознатљиве копче за каиш у мају 1986.) пронађено је испод слоја бетона и имало је неколико убода у ребра и грудна кост, што сугерише да је он био Гејсијева прва жртва.
Још осам тела је откривено 27. децембра. Тело 10, закопано испод улаза у Гејсијеву кућу, остало је неидентификовано; процењује се да је имао између 17 и 21 године и између 170 и 180 cm. Тело 11 и Тело 12 пронађени су са лигатурама око врата и закопани једно поред другог у средини простора испод пода; 11. септембра 1979. идентификовани су као Роберт Винч и Томи Болинг. Тело 13 (још увек неидентификовано) пронађено је испод резервне спаваће собе; процењује се да је имао између 17 и 22 године и да је био висок између 180 и 190 cm. Тела 14 и 15 извучена су из заједничке гробнице; обојица су пронађени са главом и горњим делом трупа у засебним пластичним кесама. Идентификовани су коришћењем стоматолошких картона и радиолошких снимака као Мајкл Марино и Кенет Паркер 29. марта 1980. (прекасно да би се укључили међу жртве идентификоване пре Гејсијевог суђења). Тело 16 (Расел Нелсон, идентификован 6. јануара 1979) пронађено је са платненом крпом заглављеном дубоко у грлу, због чега је умро од гушења. Седамнаеста жртва (идентификована као Давид Талсма на радиолошким снимцима 16. новембра 1979.) пронађена је са лигатуром око врата.
Следећег дана ексхумирана су још четири тела. Тело 19 је било закопано директно испод Гејсијеве главне спаваће собе; Тело 18 (Мајкл Бонин, идентификован 6. јануара 1979) налазило се испод слободне спаваће собе и пронађено је са лигатуром којом је задављен свезаном око врата. Тело 20 (Џон Мовери, идентификовано кроз стоматолошку документацију 27. јануара 1979.) је закопано у северозападном углу техничке етаже.
До 29. децембра откривено је још шест тела. Тела 22, 23, 24 и 26 су сахрањена у заједничкој гробници испод Гејсијеве кухиње и вешераја, а тело 25 (Роберт Гилрој, идентификован 6. јануара 1979) налазило се испод Гејсијевог купатила. Тело 26, још увек није неидентификовано, процењено је да је жртва била старости између 23 и 30 година и приближно 160 cm висока. Тело 22 (идентификовано коришћењем стоматолошких картона као Вилијам Керол 17. марта 1979) пронађено је испод Гејсијеве кухиње са материјалом налик тканини заглављеним у грлу. Извађене су две чарапе из карличне регије. Сахрањен је непосредно испод Тела 21, опорављен претходног дана; ова жртва, која је и даље неидентификована, процењује се да је била стара између 15 и 24 године и отприлике 180 cm висине. Кости жртава 23 (идентификоване као Рик Џонстон 1. јануара 1979.) и 24 биле су помешане; тканина је пронађена унутар уста Тела 24 и 26. Тело 25 пронађено је испод купатила, такође са крпом заглављеном у грлу. Последња жртва извучена из техничке етаже испод куће (Вилијам Киндред, идентификован 16. маја 1979.) такође је пронађена испод купатила, са тканином заглављеном дубоко у грлу.
Операције су обустављене због мећаве у Чикагу 1979. године, али су настављене у марту упркос Гејсијевом инсистирању да су све закопане жртве пронађене. Тело 28 је 9. марта пронађено умотано у неколико пластичних кеса и закопано испод терасе у Гејсијевом дворишту. Гејси је вероватно друга жртва убиства и још увек неидентификована, стајао је отприлике 180 cm и процењује се да има између 14 и 18 година. Тело 29. је пронађено шеснаестог марта. Идентификован је као Дерел Семсон, идентификован 18. новембра 1979. Тело је пронађено испод трпезарије.
Све жртве откривене у Гејсијевој кући биле су у поодмаклој фази распадања. Зубни и рендгенски картони помогли су Стајну да идентификује идентитете жртава. Двадесет три су идентификована путем стоматолошких картона, а два путем трауме скелета. Ове идентификације су додатно потврђене кроз предмете личне природе пронађене у Гејсијевој кући.
Глава и горњи део трупа неколико тела откривених испод Гејсијевог имања били су смештени у пластичне кесе. У неким случајевима, пронађена су тела са страним предметима као што су бочице са рецептом заглављенима у пределу карлице, чији положај је указивао да су предмети гурнути у анус жртве. Стајн је закључио да је 12 жртава пронађених у склопу Гејсијевог имања умрло од последица гушења. Гејсијева празна кућа је срушена у априлу 1979.

### Река Дес Плејнс
Жртва пронађена нешто мање од 10 километра низводно од моста И-55 30. јуна првобитно није била повезана са Гејсијем. Деветог јануара 1979. ова жртва је идентификована на основу отисака прстију у бази података и препознатљиве тетоваже као Тимоти О'Рурке. Обдукција није могла искључити дављење као узрок смрти. Ова жртва је била наведена под бројем 31. Након Гејсијевог хапшења, истражитељи су открили да је он још једна жртва.
На обдукцији је утврђено да је узрок смрти Френка Ландингина било гушење. Његово доњи веш му је заглављен дубоко у грло. Тело је такође идентификовано путем записа отисака прстију. Гаранција издата Ландингину дан пре његове смрти пронађена је у Гејсијевој кући; додељен му је број жртве 32.
Двадесет и осмог децембра, још једно тело повезано са Гејсијем пронађено је 1,6 километара од моста И-55. Ова жртва је два дана касније идентификована као Џејмс Мазара. Гејси је признао да га је убио убрзо после Дана захвалности. Мазара је задављен лигатуром.
Деветог априла 1979., човек је шетајући стазом у округу Грунди открио распаднуто тело запетљано у корење на ивици реке Дес Плејнс. Тело је идентификовано преко зубних картона као тело Роберта Пиеста исте вечери. Обдукција је открила да му је у грло гурнут материјал налик папиру, због чега се угушио.

### Неидентификоване жртве
Пет жртава никада није идентификовано. На основу Гејсијевог признања, локације жртава закопаних у простору куће и на основу форензичке анализе, полиција је утврдила највероватније датуме када су његове неидентификоване жртве убијене.
1. 3. јануар 1972 – 31. јул 1975 . Тело 28. Двориште. Мушкарац старости од 14 до 18 година.[235]
2. 13. јун – 5. август 1976 . Тело 26. Простор куће. Мушкарац старости од 23 до 30 година.[236]
3. 6. август – 5. октобар 1976 . Тело 13. Простор куће. Мушкарац старости од 17 до 22 године.[237]
4. 6. август – 24. октобар 1976. Тело 21. Простор куће. Мушкарац старости од 15 до 24 године.[238]
5. 15. март – 5. јул 1977 . Тело 10. Простор куће. Мушкарац старости од 17 до 21 године.[239]

#### Скорашњи покушаји идентификације жртава
У октобру 2011, шериф округа Кук Томас Дарт најавио је да ће истражитељи, након што су добили ДНК профиле неидентификованих жртава, поново покушати да их идентификују. На конференцији за новинаре шериф Дарт је изјавио да истражитељи траже узорке ДНК из читавих Сједињених Америчких Држава у вези са било којим мушкарцем несталим између 1970. и 1979.
До сада је потврђена идентификација три жртве, утврђено је да бројни други нестали младићи ниси били Гејсијеве жртве, и решена су четири неповезана стара случаја која датирају између 1972. и 1979. године. Ажуриране реконструкције лица Тела 10 и 13 објављене су 2018.
Новембра 2011, Вилијам Банди је идентификован путем ДНК тестирања. Убрзо након Гејсијевог хапшења, Бандијева породица је контактирала његовог зубара у нади да ће доставити зубне картоне ради поређења са неидентификованим телима, али је документација уништена након што је његов зубар отишао у пензију. У јулу 2017, 16-годишњи Џејмс Хакенсон идентификован је ДНК тестирањем. Френсис Вејн Александер је био последња жртва која је идентификована путем форензичке генеалогије, у октобру 2021.

### Могуће додатне жртве
У време хапшења, Гејси је тврдио истражитељима да би укупан број жртава могао да буде чак 45. Међутим, само 33 жртве су повезане са Гејсијевим злочинима. Истражитељи су ископавали терен на његовом имању док нису открили глинену подлогу испод темеља, где су пронашли 29 тела.
Убрзо након хапшења, Гејси је обавестио истражитеље да је, након напада који је извршио 1978, почео да баца жртве у реку Дес Плејнс. Он је признао да је на овај начин уклонио пет тела; међутим, само четири жртве су пронађена у реци. На питање да ли је било још жртава, Гејси је рекао: „То је на вама да сазнате.
Спорни ДНК и стоматолошки тестови спроведени између 2012. и 2016. показују да ниједно тело пронађено у заједничкој гробници у Гејсијевој кући и идентификовано као тело Кенета Паркера и Мајкла Марина 1980. није заправо Марино. Маринова мајка је увек сумњала у идентификацију свог сина јер одећа пронађена на Телу 14 није била у складу са оним што је носио када га је последњи пут видела. ДНК тестирање спроведено на ексхумираном телу Паркера доказало је да Мариново тело није грешком замењено са његовим. Поред тога, рендгенски снимак зуба обављен на жртви идентификованој као Мајкл Марино открио је да има све друге кутњаке; рендгенски снимак зуба обављен на Марину током марта 1976. открио је да му један кутњак није избио. Првобитна идентификација тела је спорна јер ексхумирано тело није имало ни горњу ни доњу вилицу. Ортодонт који је идентификовао Маринове остатке задржао је став да су налази били тачни.
Двадесет и трећег маја 1978. године, двадесетпетогодишњи Чарлс Антонио Хатула пронађен је удављен у реци Пекатоника у близини Фрипорта у Илиноису.Он је нестао од 13. маја. Хатула је био запослен у Гејсијевој фирми PDM и био је доведен у везу са истрагом након што је Мајкл Роси информисао истражитеље о њему. Штавише, Роси је изјавио да је познато да Хатула имао сукобе са Гејсијем, а када се „није појавио на послу“, Гејси је обавестио њега и неколико других запослених да се Хатула удавио. У време Хатулине смрти, у Гејсијевом простору испод зида није било више слободног места, што оставља могућност да је Хатулино тело бацио у реку Пекатоник. Међутим, власти Дес Пејнса су контактирале Фрипорт током истраге о Гејсију и речено им је да је Хатула пао са моста и тако погинуо. Званично је проглашено да је Хатулина била гушење утапањем.
Пензионисани чикашки полицајац Бил Дорш изјавио је да има разлога да верује да би могло бити још жртава сахрањених у кругу стамбене зграде на авенији Вест Мајами у Чикагу, где је Гејси била чувар неколико година. Током 1975. Дорш, тада полицајац из Чикага, је рано ујутро приметио Гејсија (којег је случајно познавао) како држи лопату. Када се Дорш суочио с њим, Гејси је рекао да ради посао за који није имао слободног времена током дана. Дорш је такође рекао да је неколико других становника авеније Западног Мајамија изјавило да су видели Гејсија како копа ровове на имању почетком и средином 1970-их. Гејси је тада још увек био у браку са Керол Хоф. У марту 2012. службеници шерифа округа Кук поднели су захтев за ископавање терена ове имовине. Државни тужилац округа Кук је одбио захтев, наводећи недостатак основане сумње. Међутим, примећено је да је 1998. године радарско истраживање сугерисало четрнаест области од интереса у склопу овог простора, али су само два сегмента прекопана; четири преостале парцеле описана су као запањујуће сугестивне у контексту погодности за закопавање људских скелета. Други захтев за ископавање терена одобрен је у јануару 2013. године, а у пролеће је извршена претрага имовине. Коришћени су и пси трагачи ФБИ-а и радарска опрема, али људски остаци нису пронађени.

## Потенцијални саучесници
Једна од првих ствари које је Гејси рекао истражитељима након хапшења била је да у неколико убистава није деловао сам: питао је да ли су моји сарадници ухапшени. На питање да ли су ови сарадници директно или индиректно учествовали у убиствима, Гејси је одговорио: „Директно“. Касније је тврдио да су Kрам и Роси били умешани у неколико убистава. Неки браниоци и истражитељи који истражују могућност да Гејси није био самостални починилац у неколико убистава рекли су да постоје „неповерљиви докази да је Гејси радило са саучесником“.
Током 1980-их, Гејси је обавестио ФБИ профајлера Роберта Реслера да су „два или три” радника PDM-а узела учешћа у неколико убистава. Реслер је веровао да постоје могућност да је Гејси убио више од 33 жртве у више држава. Гејси није ни потврдио ни демантовао Реслерове сумње. Џефри Ригнал, кога је Гејси напао и мучио у марту 1978, самопоуздано је тврдио да је у једном тренутку током мучења, младић смеђе косе посматрао како је злостављан, и да је видео да се упалило светло на другом месту у кући.
Три дана пре хапшења, два полицајца су пратила Гејсија до бара где је срео двојицу запослених — Мајкла Росија и Еда Хефнера. Узнемирени Гејси је примећен како шета са двоје људи ван домета полицајаца да разговара пре него што се врати ближе. Гејси је рекао обојици младића: Боље да ме не изневерите, јебачи. Дугујете ми. Полицајци су затим чули делове тихог разговора између Гејси и њих двоје током којег је Роси питао Гејсија: А шта? Сахрањен као осталих пет?
У интервјуима датим у периоду када је био осуђен на смрт, Гејси је рекао да су у време његовог хапшења, тројица запослених у PDM-у такође сматрани осумњиченима за убиства — рекао је да су они поседовали кључеве његове куће. Поред Крама и Росија, Гејси је именовао свог бившег запосленог Филипа Паскеа, који је био близак сарадник Џона Дејвида Нормана и Кремов познаник. Крајем 1970-их, Норман је водио ланац трговине људима са седиштем у Чикагу, познат као Делта пројекат. Најмање две жртве за које се верује да их је убио Гејси (Кенет Паркер и Мајкл Марино) последњи пут су виђене живе близу места где је Норман становао. То је довело до спекулација да је Гејси била повезан са овим ланцем трговине људима.
Гејси је тврдио да није био у Чикагу када је нестало шеснаест идентификованих жртава. Током 2012. године, два адвоката из Чикага рекла су да подаци о путовањима показују да је он био у другој држави током три убиства, што имплицира да је имао једног или више саучесника.
Истражитељи примећују да је Роберт Јанг, сапутник са којим је жртва Расел Нелсон био у посети Чикагу у време његовог нестанка, дао различите приче о његовом нестанку. Јанг је пријавио да је Нелсон нестао чикашкој полици пре него што је безуспешно затражио новац од Нелсонових родитеља за финансирање потраге. Када су Нелсонова браћа стигла у Чикаго да га траже, Јанг им је понудио посао у PDM-у. Јанг никада није позван да сведочи на Гејсијевом суђењу.

## Прикази на филму и у медијима
- ТВ филм To Catch a Killer, премијерно је приказан 1992. Филм је углавном заснован на истрази и хапшењу Гејсија након нестанка Роберта Писта, од стране полиције Дес Плејнса..[279]
- Дугометражни играни филм Gacy је објављен 2003.Овај филм је ангажовао Марка Холтона у улози Гејсија и приказује његов живот након што се преселио у Норвуд Парк 1971. године, све до његовог хапшења 1978. године.[280]
- Телевизијски филм Dear Mr. Gacy приказан је 2010. Вилијам Форсајт глуми лик Гејсија. Филм је заснован на књизи The Last Victim Џејсона Моса. Филм ставља фокус на преписку између Моса и Гејсија пре него што је Гејси позвао Моса да га посети пре извршења смртне казне 1994. године.[281]
- Хорор филм 8213: Gacy House (2010) је заснован на искуству истраживача паранормалног који су провели ноћ у кући изграђеној на месту где је била Гејсијева куће.[282]
- Дискавери канал је емитовао епизоду која се односи на Гејсијеве злочине у серији о истинским злочинима The New Detectives: Case Studies in Forensic Science. Овај документарни филм садржи интервју између Гејсија и ФБИ профајлера Роберта Реслера.[283]
- Канал Biography Channel је емитовао 45-минутни документарни филм о Гејсијевим злочинима.[284]
- Серија Psychic Investigators садржи епизоду „What Lies Below”.[285] Наративна линија епизоде се фокусира на консултације између детектива Џозефа Козенчака и медијума Керол Броман, коју је Козенчак упознао 17. децембра 1978. године како би разговарали о локацији тела жртве Роберта Писта.[286]
- Серија Monster in My Family садржи епизоду „Killer Clown: John Wayne Gacy”, приказану августа 2015. У епизоди учествује Карен Кузма, Гејсијева сестра, и њену кћи. Епизода се бави кључним догађајима у Гејсијевом животу који су можда покренули његове касније злочине.[287][288]
- Документарна серија John Wayne Gacy: Devil in Disguise, снимљена у продукцији Peacock, премијерно је приказана марта 2021. Ова шеснаестоделна серија укључује интервјуе са Гејсијем, истражитељима одговорним за његово хапшење, као и шерифом округа Кук, Томасом Дартом.[289]
- Conversations with a Killer: The John Wayne Gacy Tapes. Серију је реализовао Нетфликс, у режији Џоа Берлингера. Серија укључује раније необјављене снимке разговора између Гејсија и његовог адвоката. Прва епизода ове троделне серије емитована је 20. априла 2022. године.[290]
- Defense Diaries: Подкаст који је водио син Гејсијевог адвоката одбране, Роберт Мота. Серија садржи раније необјављене снимке интервјуа на касетама са Гејсијем и његовим адвокатима, снимљене пре суђења.[291][292]